# Antropologie
Antropologie (z řeckého ανθρωπος anthrópos člověk, zast. člověkosloví) je věda o člověku v nejširším slova smyslu. Fyzická antropologie studuje lidské tělo, od anatomie se liší hlavně zájmem o vznik a vývoj člověka. Kulturní a sociální antropologie se zabývá člověkem jako společenskou a kulturní bytostí. Patří mezi vědy holistické – snaží se vytvořit celkový obraz člověka, zabývá se všemi lidmi ve všech dobách a zároveň také všemi rozměry lidství. Od sociologie se liší důrazem na jednotlivého člověka a snahou porozumět jeho náhledům, od etnografie snahou o zobecnění a postižení společného.

## Rozdělení
Antropologie se tradičně dělí na dvě základní oblasti bádání se stejným předmětem, ale odlišnými metodami:
- Fyzická antropologie, související s anatomií a genetikou člověka, ale také s archeologií a paleontologií.
- Kulturní (popř. ještě úžeji specializovaná jako divadelní) a sociální antropologie souvisí s etnografií, etnologií, sociologií, ale také s lingvistikou a filosofií.

Podle jiného rozdělení, které vzniklo pod vlivem Franze Boase ve 20. století v USA, tvoří obecnou či integrální antropologii:
- Fyzická či biologická antropologie, jež studuje lidské tělo, jeho vývoj a genetiku;
- Kulturní a sociální antropologie, jež zkoumá lidské společnosti a kultury a jejich rozmanité projevy s důrazem na přímé pozorování a terénní výzkumy;
- Lingvistická antropologie či sociolingvistika, čili studium vývoje jazyka a jeho společenských rolí;
- Archeologie, která zkoumá hmotné pozůstatky starých kultur.[4]

## Dějiny antropologie
Fyzickou antropologii jako srovnávací studium lidských ras založil německý anatom Blumenbach roku 1775 prací De generis humani varietate nativa (O vrozené rozmanitosti lidského rodu). Na něj navázal německý filosof Immanuel Kant, který svou prací Anthropologie in pragmatischer Hinsicht (Antropologie z pragmatického hlediska, 1798) založil antropologii jako celkové studium charakteristických rysů lidských schopností, jednání a člověka vůbec. V průběhu 19. století postupně převážila přírodovědecká a evolucionistická stránka antropologie, z níž vzešly i neblaze proslulé rasové teorie.
Základy antropologie však byly položeny již mnohem dříve. Už v antice se setkáváme se snahou pochopit „ty druhé“. Za prvního antropologa vůbec můžeme považovat řeckého historika Herodota z Halikarnassu, který ve svých Dějinách popsal „barbarské“ národy způsobem, který se blíží antropologické monografii. Všímá si náboženství, zvyků, jídla a podobně. Konec antiky de facto znamenal pro Evropu na dlouhou dobu zúžení kontaktů se vzdálenými a exotickými kulturami. Rozpad Římské říše a celkový kulturní úpadek oddělil Evropany od východních kultur, a to až do Křížových výprav v 11. a 12. století. Zámořské objevy o několik století později rozšířily evropský sociální prostor o „divochy“ a iniciovaly nutnost vyrovnat se se zkušeností jiného a neznámého. Důkladným studiem vzdálených kultur a jazyků se začali zabývat misionáři. Rozmanité kultury Nového světa vyvolaly úsilí západních intelektuálů, kteří byli paradigmaticky zakotveni v konceptuálním rámci biblické antropologie, jak toto paradigma nazval americký historik antropologie Georg Ward Stocking, o vysvětlení kulturní diverzity a markantní rozdíl v dosaženém civilizačním vývoji.
V 18. století se Evropané začínají silně zajímat o vyspělé kultury Egypta a Dálného východu, zejména čínskou a indickou, a od poloviny století začíná i srovnávací studium lidských ras. Immanuel Kant zakládá antropologii jako studium současného evropského člověka a v 19. století zahajuje Wilhelm von Humboldt soustavné studium mimoevropských jazyků. V průběhu 19. století převládá srovnávací studium lidských ras a evoluce člověka, zároveň se však prudce rozvíjí i etnografie, zejména v zámořských koloniích.
O obnovu studia rozmanitých lidských společností a kultur se zasloužili zejména etnologové a lingvisté v první polovině 20. století, kteří si všímali jednak kulturní rozmanitosti a její evoluce, jednak funkčních souvislostí různých stránek archaických („promitivních“ či před-dějinných) společností. Vnějškový popis těchto pro Evropany těžko srozumitelných kulturních celků nahradila snaha o porozumění, nikoli z hlediska cizího pozorovatele, nýbrž očima samých účastníků, „domorodců“ (etnometodologie). V polovině 20. století vstoupil do antropologického studia strukturalismus (Claude Lévi-Strauss) jako jistá reakce na zjednodušující evolucionismus předchozí doby.
Od šedesátých let 20. století se antropologie prudce rozvíjí a větví do množství dílčích disciplín a proudů. S kritikou rasismu, kolonialismu, eurocentrismu a vůbec přezíravého postoje bělochů k jiným kulturám, k menšinám a diskriminovaným skupinám se antropologie stává kritickou disciplínou s velkým politickým nábojem. V posledních letech sílí snahy o těsnější spolupráci přírodních, sociálních a humanitních oborů, zejména při studiu evoluce společnosti, kultury a jazyka a hledání odpovědí na kritické problémy současného lidstva.

## Hlavní antropologické tradice
V různých zemích se rozvíjejí rozdílné antropologické tradice, a to pod různým označením a s orientací na rozdílné lokality výzkumu. Můžeme rozlišit čtyři hlavní antropologické tradice: severoamerickou, britskou, německou a francouzskou. Britští a američtí antropologové, kteří zkoumali především „domorodce“, kladou silný důraz na dlouhodobé terénní výzkumy. Ve Francii se badatelé dělí na teoretické antropology, kteří hledají širší syntézy (Émile Durkheim, Marcel Mauss), a etnografy, kteří sbírají data v terénu. Německá antropologie nepracuje v koloniích, vychází z ideje obecného humanismu a kulturního pluralismu (Johann Gottfried Herder, Wilhelm von Humboldt). Na jejich myšlenku specifického „národního ducha“ (Volksgeist), který se projevuje v národních jazycích a lidové kultuře, naváže i české národní obrození. Už jen z letmého pohledu na čtyři hlavní antropologické tradice je zřejmé, že jejich rozmanitost neumožňuje napsat jediné a úplné dějiny antropologického myšlení. Každý pokus o dějiny antropologického myšlení bude jen svébytným a limitovaným výběrem posloupnosti idejí a postav, které ovlivnily antropologické myšlení.
Současná antropologie je pod silným vlivem anglo-americké antropologie. Silnější je americká antropologie, která přitahuje antropologické mozky z celého světa a současně emituje nové ideje. Ve Velké Británii se formovala sociální antropologie a ve Spojených státech kulturní antropologie. Sociální antropologové kladou důraz na studium sociální struktury, v jejímž rámci věnují pozornost sociální organizaci, příbuzenskému a ekonomickému systému, politickému uspořádání, právnímu systému, náboženským představám a podobně. Z pohledu kulturní antropologie představuje orientace na společnost a sociální strukturu zúžený pohled na sociokulturní realitu. Pojetí americké kulturní antropologie v sobě totiž zahrnuje i oblasti, které jsou v centru zájmu sociálních antropologů. Přes zásadní rozdíly mezi sociální a kulturní antropologií zůstávají obě spojeny tradičním objektem výzkumu, tedy preliterárními společnostmi. I proto antropologové stále častěji používají pro označení svého oboru, a tím i vymezení svého předmětu, hybridní označení sociokulturní antropologie.
Americká kulturní antropologie klade důraz na kulturní relativismus, holismus a využití poznatků v rámci kulturní kritiky. To má kořeny již v 19. století, kdy židovský otec americké antropologie Franz Boas považoval koncept rasy za sociální konstrukt a jeho žáci, např. Margaret Meadová, propagovali genderovou rovnost a sexuální osvobození. Současná americká antropologie se soustředí na kritiku postkoloniálního vývoje a propagaci multikulturalismu.
| Antropologická tradice   | Označení oboru                                  |
| ------------------------ | ----------------------------------------------- |
| česká antropologie       | Anatomie, národopis, etnologie                  |
| německá antropologie     | Ethnologie, Völkerkunde                         |
| francouzská antropologie | Ethnologie, anthropologie sociale et culturelle |
| americká antropologie    | Cultural anthropology, Ethnology                |
| britská antropologie     | Social antropology, Symbolic anthropology       |

## Fyzická antropologie
Studuje hmotnou, fyzickou stránku člověka, ovšem s důrazem na celek lidského těla, na jeho funkční souvislosti a na jeho vývoj ontogenetický i fylogenetický. Mezi dílčí disciplíny fyzické antropologie patří:
- auxologie studuje ontogenetický růst člověka
- forenzní antropologie soudní a kriminologická aplikace antropologie
- genetika zkoumá dědičný materiál (genom) člověka
- osteologie studuje lidskou kostru a kosti
  - kraniologie studuje lebky
- paleoantropologie studuje hmotné pozůstatky pravěkých lidí.

Předmět studia i metody fyzické antropologie úzce souvisejí s anatomií a dalšími lékařskými disciplínami, s archeologií a v současné době zejména s genetikou, která otevřela nové možnosti studia a identifikace živých tkání.

## Antropologie a lidské rasy
Do fyzické antropologie patřilo od počátku i studium lidských ras, jež tvořilo v 19. století dokonce její hlavní náplň. Vzhledem ke zneužití rasových teorií, které vyvrcholilo v eugenice a v rasismu, panuje dnes k pojmu rasy značná nedůvěra. Jakkoli jsou určité nápadné tělesné znaky nepochybně dědičné (barva pleti, tvar nosu, vlasů apod.), podle antropologů představují rozdíly spíše povrchní, které nic neříkají o intelektu a dalších schopnostech svých nositelů.
Málokterý pojem dnes vzbuzuje v antropologii větší emoce, než právě lidská rasa. Častým důvodem k odmítání tohoto pojmu jako něco nepatřičného jsou nejen dějiny přístupů k pojmu rasa, ale především ještě stále živá vzpomínka, kam až může dojít k přeceňování tohoto pojmu.
Ukazuje se, že je v souvislosti s rasami nutné odlišovat rovnost a stejnost. Variabilita lidských populací je neoddiskutovatelná a je v mnohých případech patrná na první pohled. Rasy (jako jednotky vyčleňující se na základě odlišností) tedy nemohou být ze své podstaty stejné. Podobně jako dva lidé (i v rámci jedné rasy) mohou být v mnoha ohledech odlišní s velice odlišnými předpoklady pro různé činnosti, jejich rovnost spočívá v naprosto stejné lidské důstojnosti. Rovnost ras je tedy nutné chápat jako rovnost lidské důstojnosti, ne „rovnost“ stejných vlastností.
Rasistické teorie mají společného jmenovatele – představu o přirozené nerovnosti lidí a nepřiznávání stejné lidské důstojnosti všem lidem bez rozdílu (v otrokářství byla snaha ospravedlnit nadvládu nad otroky, později byly zdůrazňovány rozdíly ve šlechtické a nešlechtické krvi, koloniální mocnosti měly potřebu ospravedlňovat svou imperiální politiku na základě rozdělení lidstva na nižší a vyšší rasy).
Podíváme-li se do dějin rasistických projevů, snižujících lidskou důstojnost vybraných skupin, pak je třeba si všímat, že „vědecké“ ospravedlňování bývalo téměř pravidelně až druhotné. S rasisty je právě z tohoto důvodu nemožné vést argumentaci na základě vědeckých metod, protože se jedná především o vytvořenou ideologii.
I diskuse o rasách opustila mantinely vědeckého poznávání a vstoupila do roviny ideologické – už zde nehrají roli fakta a skutečnosti, ale dojmy a postoje.
- Podle jednoho přístupu (v antropologii dnes velmi rozšířeného) genetické studium člověka spolehlivě ukázalo, že míra příbuznosti mezi všemi lidmi nedovoluje dělit lidstvo na „poddruhy“ či „rasy“,[10] podle původní studie Richadra Lewontina (1972) dokonce podle genetických znaků rasy není možné od sebe vůbec rozlišit. To bylo později vyvráceno (například A. W. F. Edwards původní studii dokonce nazývá Lewontin's fallacy, tedy „Lewontinův klam“). Současný přístup antropologů shrnuje například Dawkins,[11] podle kterého skutečně platí Lewontinovo tvrzení, že lidé se více liší v rámci dané skupiny než se skupiny liší mezi sebou, ale odmítá radikální tvrzení, že rasy vůbec neexistují. Dawkins ale dále shrnuje, že informace o „rase“ nedávají žádné další informace, než kritéria, podle kterých byla rasa definována (barva kůže, tvar očí,…). Současná antropologie upouští od výrazu „rasa“ pro jeho nepřesnost a pro popis genetických vztahů používá výraz populace a pro zkoumání sociologických, kulturních a lingvistických výraz etnická skupina.[12] Například „rasy“ rasistických teorií je velmi obtížné (podle některých nemožné) biologicky definovat, ale dávají smysl při přihlédnutí k sociolingvistickým a kulturním znakům a populační genetice. Například „cikány“ není možné vnímat jako samostatnou „rasu“, ale jako populaci lidí, jejíž většinu předků tvoří indoárijci (asi 75 %) a „Indové jižního původu“ (asi 20 %), jejichž nejbližší příbuzní podle genetických analýz pochází z indické oblasti Paňdžáb,[13][14] na jejichž jazyk a kulturu navázali a přetvořili do vlastní podoby, podle které je možné je definovat jako etnickou skupinu.

- Podle jiného přístupu není žádný důvod zavírat oči před rozdíly vyplývajícími z rasových odlišností, pokud budeme všem lidem přiznávat stejnou lidskou důstojnost. Strach z používání pojmu rasa vedl například i k tomu, že objev nového léku, který vykazoval při testech odlišnou účinnost mezi bělochy a černochy, vzbudil naprostou senzaci. Někteří lékaři se ovšem pojmu rasa nijak nebrání a poukazují na výskyt některých chorob v závislosti na rase. (Srv. Kokaisl 2007[9]).

Někteří autoři nicméně k problematice lidských ras tvrdí: Ukazuje se, že než by samotná lidská rasa byla „sociálním konstruktem“, je pravdivé mnohem více to, že „sociálním konstruktem“ je popírání existence lidských ras. (cit. Kokaisl 2007).

## Kulturní a sociální antropologie
Generace misionářů, cestovatelů a etnografů za více než čtyři staletí nashromáždily nesmírné bohatství etnologického a lingvistického materiálu, který udivuje především rozmanitostí možných uspořádání lidských vztahů a společenství. Zatím co etnologie 19. a 20. století zdůrazňovala tyto nepřekonatelné rozdíly, kulturní a sociální antropologie se snaží tento materiál uspořádat a pochopit. Snaží se pronikat ke smyslu rituálů, vyprávění a mýtů, společenských zvyků a institucí, které cizího pozorovatele zarážejí svojí až bizarní pestrostí.
Jakmile si však antropologové uvědomili, že jejich smysl nemohou odhalit ze svých hledisek, nýbrž musejí se na něj ptát svých „domorodých“ informátorů (etnometodologie), začaly se pod zdánlivou absurdností jednotlivých jevů objevovat stopy společné lidské zkušenosti. Protože zkoumané „primitivní“ společnosti byly většinou daleko jednodušší než společnosti moderní, dají se z této zkušenosti vytěžit velmi cenné klíče k pochopení základních kulturních rysů a institucí našich společností. Studium starých a „primitivních“ společností tak není jen studiem minulosti, ale snahou o hlubší pochopení současnosti z jejích dávných kořenů.
Od poloviny 20. století archaické společnosti velmi rychle mizí a ty zbývající se právem brání být zkoumány jako nějaké kuriozity. Pozornost současných antropologů se tak obrací ke zkoumání okrajových skupin, menšin a subkultur uvnitř moderních společností. Vybaveni znalostí a chápáním archaických společností mohou lépe identifikovat skutečné problémy ve střetech většinových společností s jejich menšinami a imigranty, navrhovat a monitorovat strategie jejich začleňování do společenského provozu a přitom podle možností chránit jejich vlastní kultury před úplnou asimilací.
Po nedobrých zkušenostech např. s indiánskými rezervacemi v USA dnes víme, že při stále masivnějším setkávání lidí různých kultur nezbývá než hledat choulostivou rovnováhu, střední cestu akulturace mezi segregací a asimilací, která by menšiny ze společnosti nevyřazovala, a přitom jim pomohla zachovat jejich vlastní identitu a kulturní bohatství.

## Archeologická antropologie
Má stejný zájem jako sociokulturní antropologie, neboť se zabývá studiem společností a kultur, s tím rozdílem, že studuje zaniklé společnosti a kultury. Rozdíl mezi oběma subdisciplínami tedy spočívá v povaze času. Archeologové studují zaniklé společnosti a kultury zatímco sociokulturní antropologové proměny současných společností a kultur v čase. Archeologická antropologie rekonstruuje a interpretuje zaniklé společnosti a kultury pomocí hmotných pramenů, které archeologové získávají při archeologickém terénním výzkumu. Cílem archeologie je detailní popis minulosti lidstva. Platí, že čím hlouběji se do minulosti lidstva noříme, tím chudší znalostí detailů o minulosti lidstva disponujeme.
Archeologické metody však mohou sloužit i při výzkumu současných společností a kultur, jak prokázal americký antropolog William Rathje v odpadkovém projektu (angl. Garbage project). S týmem studentů studoval skutečné vzorce spotřebního chování obyvatel Tucsonu prostřednictvím analýzy odpadků z reprezentativního vzorku rezidentů.

## Dílčí obory a školy
- Antropologie města studium městských populací a subkultur
- Antropologie práva právní instituce archaických společností
- Antropologie cestovního ruchu turismus jako kulturní proces
- Antropologie náboženství studium náboženství z hlediska jeho role pro člověka a společnost
- Antropogeografie studium aktivit lidské společnosti v územním průmětu a jejich vzájemné interakce s přírodním prostředím
- Demografie studium procesu reprodukce lidských populací
- Divadelní antropologie člověk jako herec, prezentace
- Ekonomická antropologie hospodaření archaických společností
- Etnografie studium jednotlivých kultur a subkultur
- Etnologie srovnávací studium kultur
- Etologie člověka lidské chování, mimika, gesta
- Feministická antropologie člověk z hlediska genderu
- Filosofická antropologie propojuje vlastní zkušenost s tím, co o člověku ví věda
- Folkloristika národopis, starobylé zvyky v moderních společnostech
- Kognitivní antropologie
- Lingvistická antropologie, sociolingvistika, jazyk a společnost
- Politická antropologie vznik a vývoj moci, vládních systémů
- Psychologická antropologie
- Teologická antropologie teologický pohled na člověka
- Vizuální antropologie
- Evolucionistická antropologie snaží se vystopovat vývojové linie kultur
- Difuzionistická antropologie šíření kulturních prvků jako hybná síla kulturního vývoje
- Funkcionalistická antropologie všímá si fungování a účelu institucí a zvyklostí
- Strukturální antropologie studuje strukturní podobnosti různých společností
- Symbolická antropologie zkoumá vznik, význam a funkce symbolů

#### Organizace
- Česká společnost antropologická
- Katedra antropologie a genetiky člověka UK v Praze[nedostupný zdroj]
- Katedra sociologie, andragogiky a kulturní antropologie UP v Olomouci
- Labrys o.p.s. (česká nestátní nezisková organizace) Archivováno 19. 12. 2008 na Wayback Machine. Labrys o.p.s.
- Ústav antropologie PřF MU v Brně Archivováno 8. 7. 2009 na Wayback Machine.
- Oddělení biologické antropologie, KSA, FF, ZČU v Plzni Archivováno 22. 12. 2008 na Wayback Machine.
- Česká asociace pro sociální antropologii
- (anglicky) American Anthropological Association Homepage Archivováno 13. 10. 2015 na Wayback Machine.
- (anglicky) The Royal Anthropological Institute Homepage
- (anglicky) National Association for the Practice of Anthropology Archivováno 5. 1. 2021 na Wayback Machine.
- (anglicky) The Society for Applied Anthropology Archivováno 8. 5. 2019 na Wayback Machine.

#### Zdroje
- Division of Anthropology, American Museum of Natural History Databáze s popisy a obrázky více než 160.000 etnografických předmětů.
- The Anthropological Index Online Online biblografie.
- National Anthropological Archives, Smithsonian Institution Sbírky etnografických a antropologických předmětů
- Online Dictionary of Anthropology
- Anthropology departments around the world

#### Texty a tutoriály
- Anthrobase.com Sbírka antropologických textů
- Palomar College Anthropology Tutorials Archivováno 8. 9. 2008 na Wayback Machine.—Tutoriály na antropologická témata (příbuzenství, hospodaření, náboženství, evoluce apod.)
- Téma Antropologie ve Wikicitátech